# Nadleśnictwo Złotoryja
Nadleśnictwo Złotoryja – jednostka organizacyjna Lasów Państwowych podległa Regionalnej Dyrekcji Lasów Państwowych we Wrocławiu. Siedziba nadleśnictwa znajduje się w Złotoryi, w powiecie złotoryjskim, w województwie dolnośląskim.
Nadleśnictwo obejmuje większość terytorium powiatu złotoryjskiego, część powiatów bolesławieckiego, jaworskiego, legnickiego i polkowickiego oraz niewielki fragment powiatu karkonoskiego.

## Historia
Do 1945 tutejsze lasy były głównie własnością majątków ziemskich. Pozostałą cześć stanowiły lasy skarbowe, kościelne, miejskie oraz prywatne drobnych właścicieli. W 1945 powstały nadleśnictwa Chojnów i Świerzawa. W 1974 połączono je, tworząc nadleśnictwo Złotoryja. W latach 70. nastąpiła częściowa zmiana jego granic, w celu dostosowania ich do nowego podziału na województwa.

## Ochrona przyrody
Na terenie nadleśnictwa znajdują się cztery rezerwaty przyrody:
- Buczyna Storczykowa na Białych Skałach
- Góra Miłek
- Ostrzyca Proboszczowicka
- Wilcza Góra.

## Drzewostany
Typy siedliskowe lasów nadleśnictwa (z ich udziałem procentowym):
- las mieszany 43,27%
- las 31,04%
- bór mieszany 20,25%
- bór 5,44%

Gatunki lasotwórcze lasów nadleśnictwa (z ich procentowym udziałem powierzchniowym):
- sosna, modrzew 32%
- świerk 20%
- dąb 20%
- brzoza 7%
- buk 4%
- jawor 3%
- jodła, daglezja 1%
- pozostałe 3%